# ラングレー (CV-1)
| USS Langley (CV-1) |                 |                                    |
| 艦歴               |                 |                                    |
|                    | ジュピター      | ラングレー                         |
| 発注               | 不明            | 1919年7月11日                      |
| 起工/ 改修         | 1911年10月18日  |                                    |
| 進水/ 改名         | 1912年8月14日   | 1920年4月11日                      |
| 就役               | 1913年4月7日    | 1922年3月20日                      |
| 退役/ 喪失         | 1920年3月24日   | 1942年2月27日                      |
| その後             | 空母へ改修      | 日本軍に破壊され 自沈処分          |
| 性能諸元           |                 |                                    |
| 排水量             | 19,360 トン     | 11,500（基準）/15,150（満載） トン |
| 全長               | 542ft(165.2m)   | 542ft(165.3m)                      |
| 全幅               | 65ft(19.81m)    | 65ft(19.81m)                       |
| 吃水               | 27ft8in(8.43m)  | 18ft11in(5.76m)                    |
| 最大速             | 15 ノット       | 15.5 ノット                        |
| 乗員               | 士官、兵員163名 | 士官、兵員468名                    |
| 兵装               | 4インチ砲4基    | 5インチ砲4基                       |
| 搭載機             | 無し            | 約30機                             |
| 次級               |                 | レキシントン級                     |

ラングレー (英語: USS Langley, CV-1/AV-3) は、アメリカ海軍が保有した最初の航空母艦。
就役時はプロテウス級給炭艦ジュピター (英語: USS Jupiter, AC-3) であった。
1920年（大正9年）3月から航空母艦に改造され、1922年（大正11年）3月に再就役した。
艦名はサミュエル・ラングレー博士にちなむ。最大速力15ノット程度の本艦は低速のため戦艦や巡洋艦の艦隊行動に追従できず、単艦での行動や、練習空母として用いられた。
旧式化と新世代空母の就役により空母としての役目を終え、飛行甲板の前方部分を撤去し、1937年（昭和12年）初頭から水上機母艦として活動した。また艦後部に残った飛行甲板を活用し、航空機輸送艦としても運用された。
太平洋戦争開戦時は合衆国アジア艦隊に所属しており、日本軍の比島侵攻を避けて僚艦と共にフィリピンからオーストラリアへ脱出した。
蘭印作戦にともないP-40戦闘機輸送任務のためジャワ島にむけインド洋を北上中、1942年（昭和17年）2月27日に同島チラチャップ南方で一式陸上攻撃機の爆撃を受けて大破、随伴の駆逐艦に雷撃処分された。

## 給炭艦

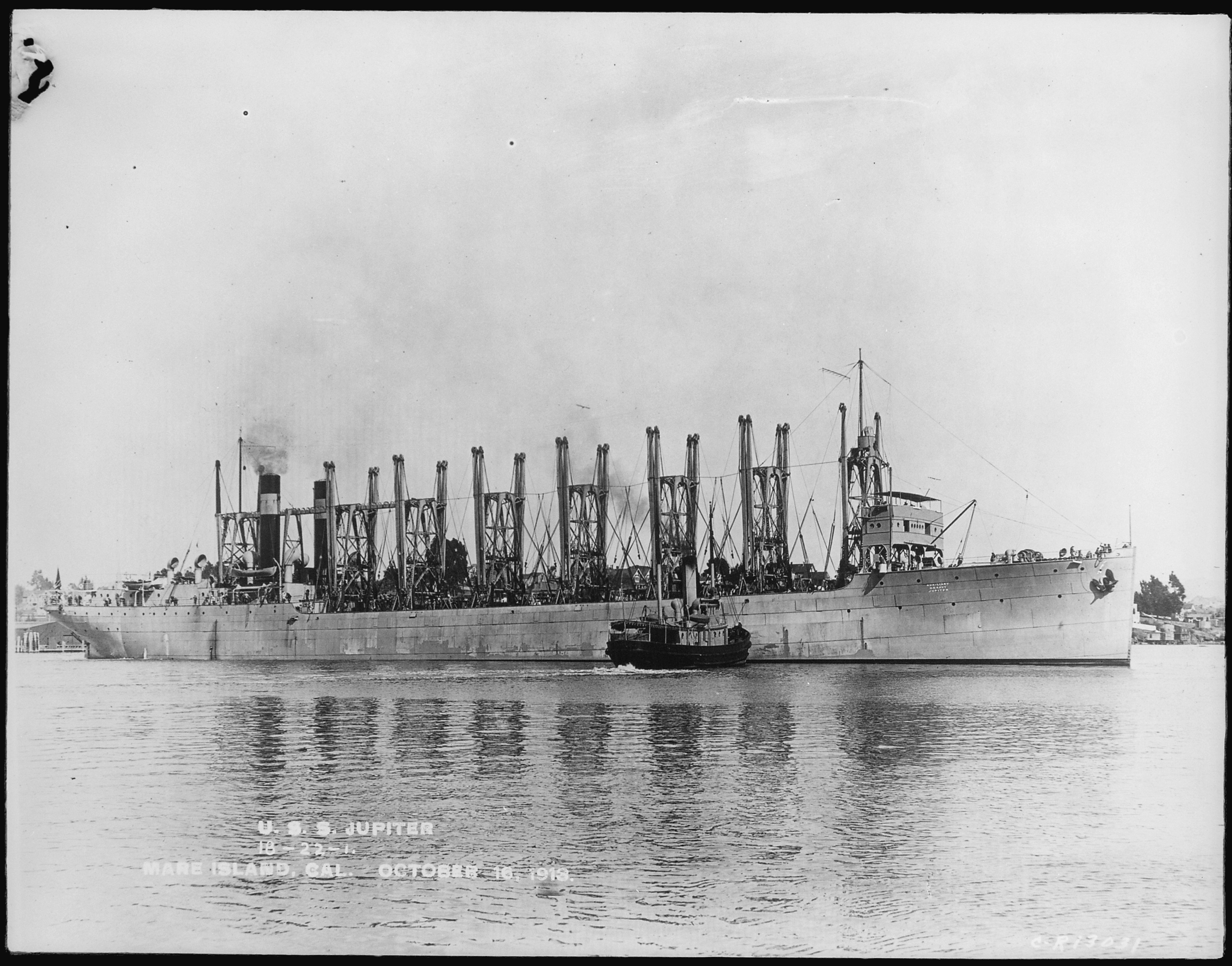
給炭艦ジュピター。

ジュピターはカリフォルニア州ヴァレーオのメア・アイランド海軍造船所で建造された。
1911年10月18日、起工。1912年8月14日に進水してトーマス・F・ルウム夫人により命名され、1913年4月7日に初代艦長ジョーゼフ・M・リーヴスの指揮下就役した。
試験航海後、アメリカ海軍初の電気推進船であるジュピターはカリフォルニア州サンフランシスコで海兵隊の分隊を乗艦させ、ベラクルス危機で緊張した時期の1914年4月27日に、メキシコのシナロア州マサトランで太平洋艦隊に報告を行った。ジュピターは太平洋岸に留まり、10月10日にペンシルベニア州フィラデルフィアに向けて出航した。途中コロンブス・デーにパナマ運河で記念の汽笛を上げる。ジュピターは西から東へパナマ運河を通過した最初の艦であった。
アメリカ合衆国の第一次世界大戦への参戦に先立って、ジュピターは大西洋艦隊遠洋部隊に所属し大西洋およびメキシコ湾を巡航した。1917年4月6日にバージニア州ノーフォークに到着し、海軍海外輸送部隊 (Naval Overseas Transport Service, NOTS) に配属される。同17年6月および1918年11月にフランスへの貨物輸送を行い、その間給炭任務は中断された。1919年（大正8年）1月1日、ジブラルタルで在泊中に、日本海軍の第二特務艦隊の将兵が本艦を見学している。1月23日にノーフォークに帰還し、その後3月8日にフランスのブレストに向かいヨーロッパ水域で給炭任務に従事する。8月17日にノーフォークに帰還し、西海岸へ移動、空母への改装が同年7月11日に承認された。12月12日にハンプトン・ローズへ移動し、1920年3月24日退役。

## 空母

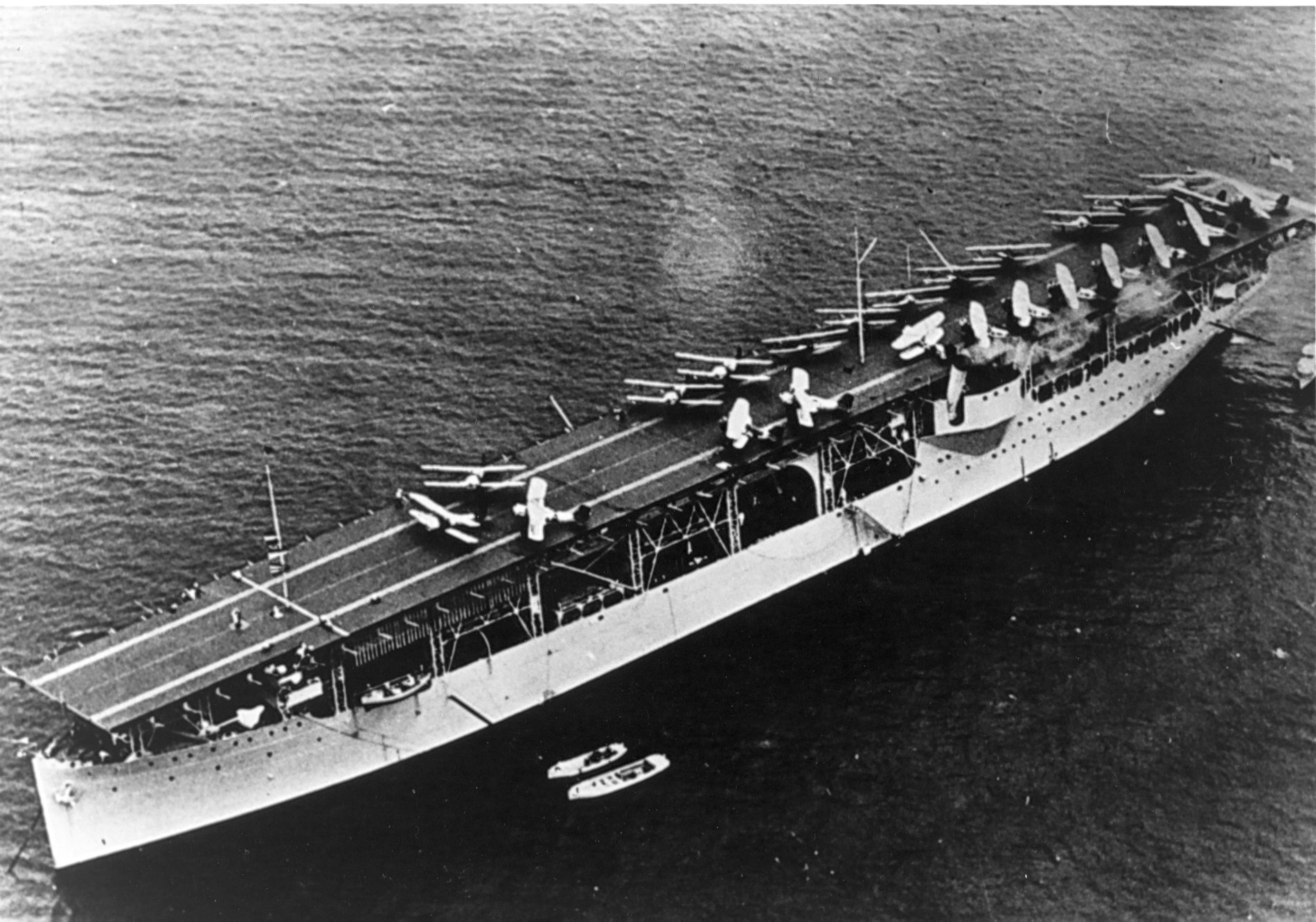
1930年に撮られたラングレー[1]。
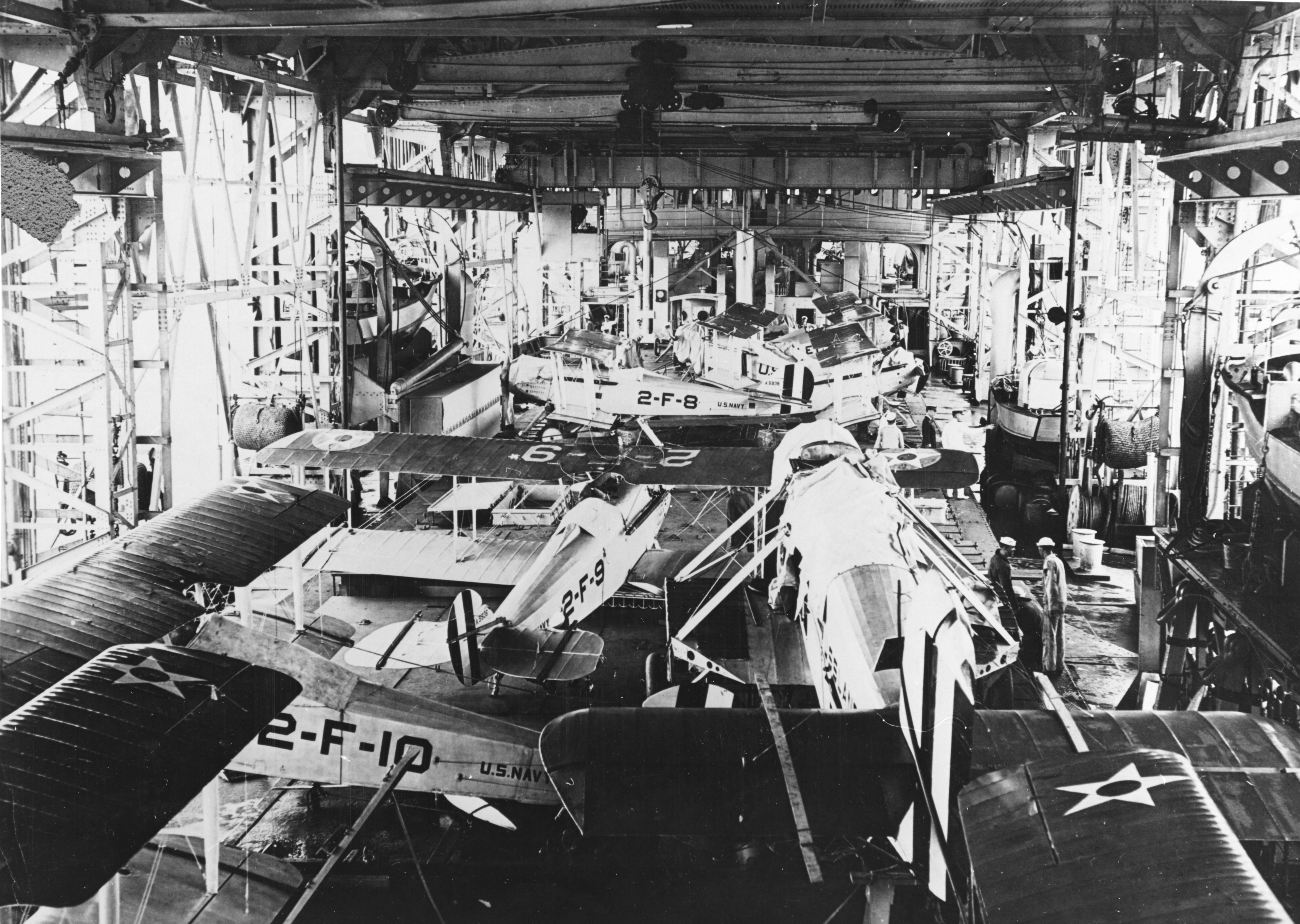
ラングレーの格納庫。

1910年（明治43年）11月14日、アメリカ海軍はチェスター級軽巡洋艦のバーミンガム (USS Birmingham, CL-2) に仮設飛行甲板を設置し、ユージン・バートン・イーリーが操縦するカーチス モデルDにより、発艦に成功した。翌年1月18日には、装甲巡洋艦のペンシルベニア (USS Pennsylvania, ACR-4) 後部に飛行甲板を設置し、発着艦にも成功した。
この後、アメリカ海軍はたびたび実験をおこなったが、当時の航空機を洋上で安定的に運用するのは無理という結論になり、艦艇への搭載は見送られた。1914年（大正3年）4月以降、水上機を搭載した巡洋艦が出現したが、これらは「飛行甲板」を持った空母ではない。
この後に勃発した第一次世界大戦では、航空機が劇的な進化を遂げた。
イギリス海軍は大型軽巡洋艦を改造し、1917年（大正6年）3月にフューリアス (HMS Furious, 47) を完成させた。つづいて大型貨客船を改造し、1918年（大正7年）9月に空母アーガス (HMS Argus, I49) を送り出す。アーガスに刺激されるように、列強各国は航空母艦の建造に乗り出している。
アメリカ海軍もイギリス海軍から技術提供をうけ、航空母艦の構想を具体化してゆく。イギリス造船官が提案した初期の空母案は「対艦用の6インチ砲と魚雷発射管、対空兵装として4インチ高角砲4門、速力30-35ノットの速度性能、軽巡洋艦程度の防御力」であった。つづいて全長250ｍ、排水量2万4000トン～3万トン級大型空母の構想をすすめるが、予算不足と大型艦建造可能な造船所の問題も絡んで棚上げされた。とりあえず既存艦を航空母艦に改造して艦隊に配備することになり、1919年（大正8年）6月に給炭艦ジュピターの改造が決定した。
ジュピターは海上で航空機を運用するという新たな考えの実験のため、1920年（大正9年）ノーフォーク海軍工廠でアメリカ海軍初の航空母艦に改装された。上部構造物を撤去し、両舷にまたがる支柱をもうけ、その上に船体の全長にわたる飛行甲板を設置した。ラングレーの飛行甲板は長方形（全長159.4ｍ×幅19.8ｍ）であり、前端と後端は船体からはみ出している。この点で、船体の上甲板平面形状と飛行甲板の形状が一致していたアーガスと異なっていた。
ラングレーは再就役時より、飛行甲板の両側にカタパルトを装備していた。これは水上機射出用のAMk-I型（のちにIII型に更新）で、1928年（昭和3年）に撤去された。
無線用マストは、飛行甲板中央部に起倒式のものを装備していた。着艦制動装置はイギリスから輸入した縦索式であったが、着艦事故が多発して1929年（昭和14年）に横索式に改められた。
水上艦との交戦を想定し、空母改造時のアメリカ海軍戦艦が標準的に装備していた5インチ51口径砲を4門搭載したが、実用的でないため撤去された。
また昇降式艦橋だったアーガスに対し、ラングレーは飛行甲板と船体前方の隙間に艦橋を設けている。これは給炭艦時代の艦橋をそのまま使用したのである。日本海軍の軽空母と同様の、いわゆるフラッシュデッキ（全通式平甲板）であったが、傾斜がかかっており、後に格納庫甲板に転用された際には問題になった。
6ヵ所あった石炭槽のうち4つが航空機格納庫に転用され、飛行甲板の中央部にエレベーターが設けられた。
格納庫から飛行甲板に飛行機を移動するためには、飛行甲板下部のクレーンでエレベーターの区画まで運び、そこから飛行甲板にエレベーターで上げる。エレベーターは給炭艦時代のものを転用し、縦13.7ｍ×幅11ｍ、最大運用可能荷重4.5トンであった。格納庫開口部に、水上偵察機揚収用のクレーン2基が設置されている。
フラッシュデッキ型空母ながら密閉式格納庫だった同世代の小型空母鳳翔と異なり、ラングレーはいわゆる「開放式格納庫」であった。
搭載機は約30機であったという。48機という資料もある。
排煙処理方式と煙突の形状は、竣工時から幾度か改良された。竣工時、船体後部舷側に固定式直立煙突をもうけていたが、排煙の気流で発着艦に支障をきたした。湾曲煙突に変更した時期もあったが。最終的に1925年に起倒式の直立煙突2本となった。船体の中央からやや後ろより、左舷側に細い煙突が2本たっている。ターボ電気推進機関、二軸推進艦で、通常6,500馬力/過負荷7,142馬力、最大速度15.5ノットで、空母として物足りない性能であった。
1920年（大正9年）4月11日、天文学者であり航空学のパイオニアでもあるサミュエル・ラングレーの名に因みラングレーと改名され、CV-1（航空母艦）に艦種変更される。ラングレーは1922年（大正11年）3月20日（3月22日とも）にケネス・ホィッティング艦長の指揮下再就役する。アメリカ海軍初の航空母艦が「ラングレー」と命名されたのは、オーヴィル・ライトと合衆国政府の対立の一端が現れたものであった。
アメリカ海軍初の航空母艦として、ラングレーは数多くの重要な出来事の現場となった。竣工後の10月17日にバージル・C・グリフィン中尉は最初の飛行機、ヴォート VE-7を操縦し発艦した。飛行機が船から発艦したことおよび飛行甲板を装備した艦はラングレーが初めてではなかったが、グリフィン中尉の発艦はアメリカ海軍の記念碑的出来事であった。10月26日、ゴッドフリー・シャヴァリア少佐はエアロマーリン 39で最初の着艦を行った。11月18日にホィッティング艦長が発艦を行い、空母艦上からカタパルトで発艦を行った初の飛行家となった。
1923年（大正12年）1月15日までカリブ海で着艦試験を行った。6月にワシントンD.C.へ向かい、ラングレーは軍の高官および市民の目前でデモンストレーションを行った。6月13日にノーフォークに帰還し、同年末まで大西洋岸およびカリブ海で訓練に従事した。1924年（大正13年）に入るとラングレーはより多くの演習および展示会に参加し、夏にはノーフォークで修理および改装が行われた。同年末には西海岸へ向かい、11月29日にサンディエゴに到着し太平洋戦闘艦隊に加わる。1925年（大正14年）4月、カタパルトで雷撃機の射出実験をおこなう。ワシントン海軍軍縮条約により巡洋戦艦を改造したレキシントン級航空母艦2隻（レキシントン、サラトガ）が竣工すると、ラングレーは空母運用の実験や訓練任務に従事するようになった。その後、カリフォルニア沖およびハワイで実験、パイロット訓練、艦隊演習などに従事した。ラングレーで訓練されたパイロットは、レキシントン級2隻で重要な役割を果たした。

## 水上機母艦

### 太平洋戦争前

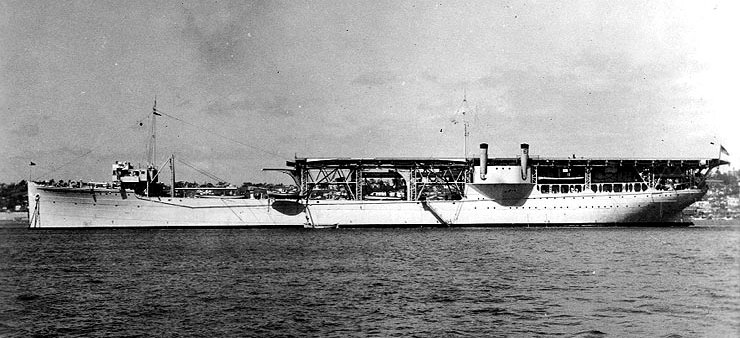
水上機母艦 ラングレー(AV-3)。

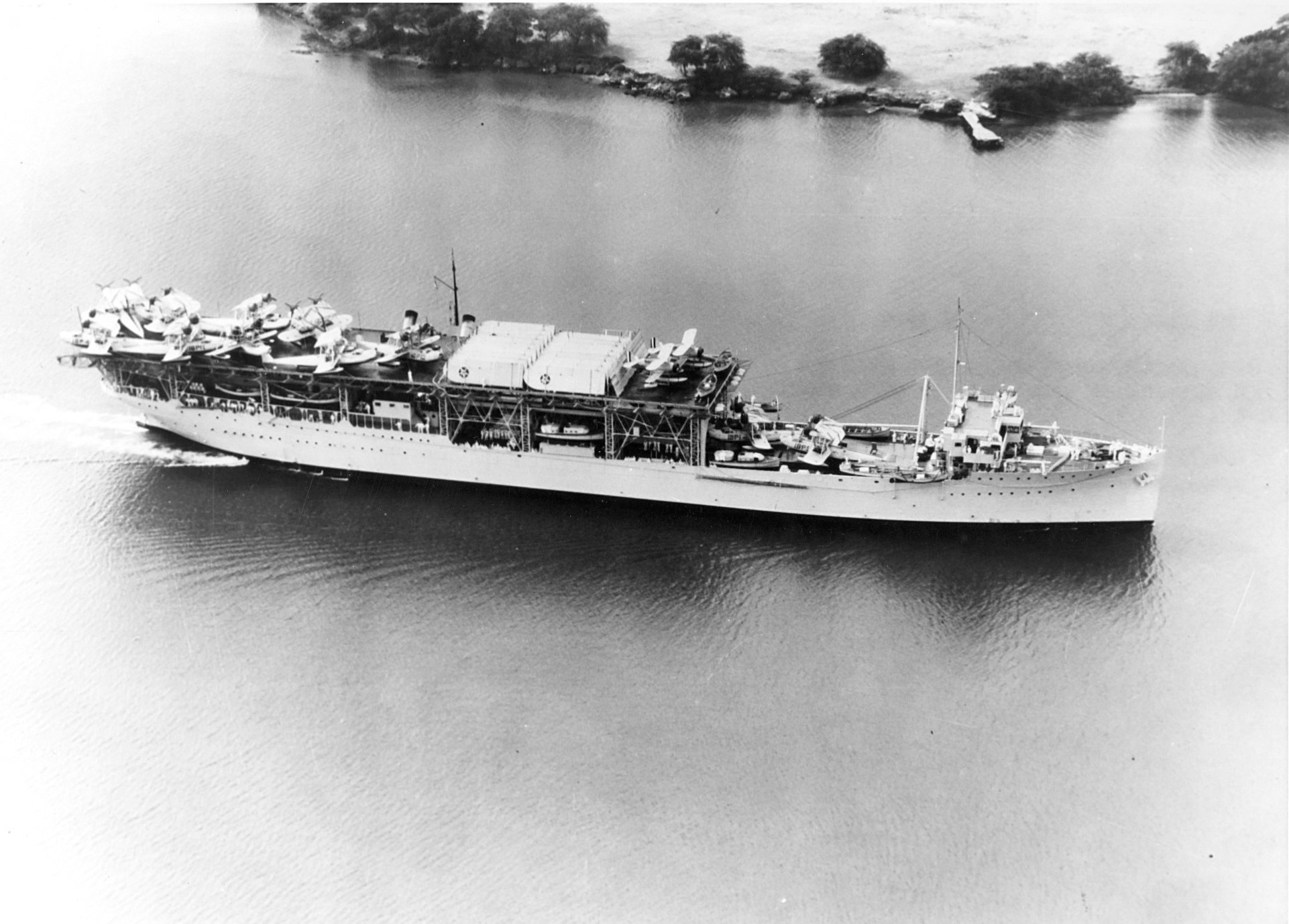
甲板一杯に水上機を搭載したラングレー。

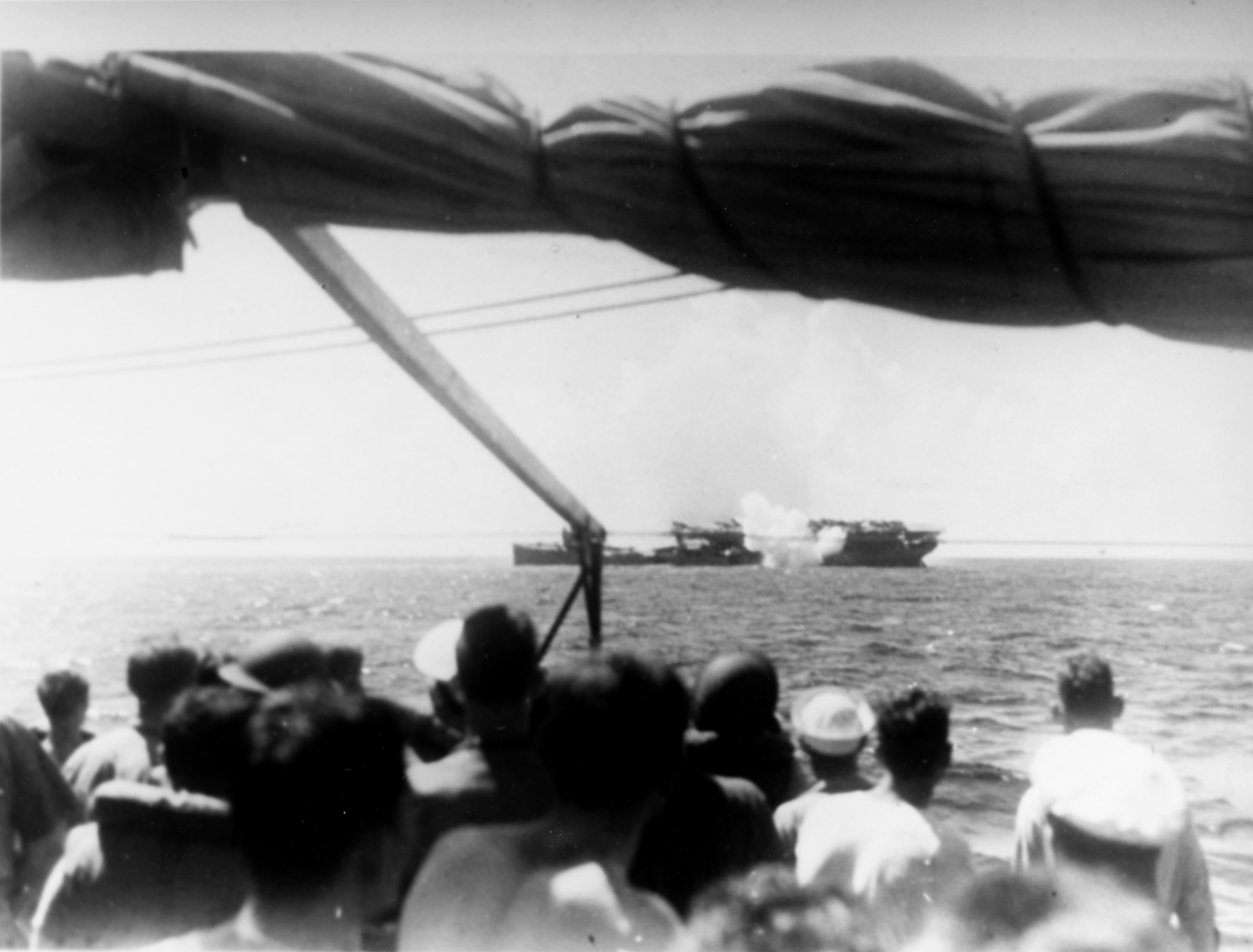
日本機の爆撃下にあるラングレー。1942年2月27日。

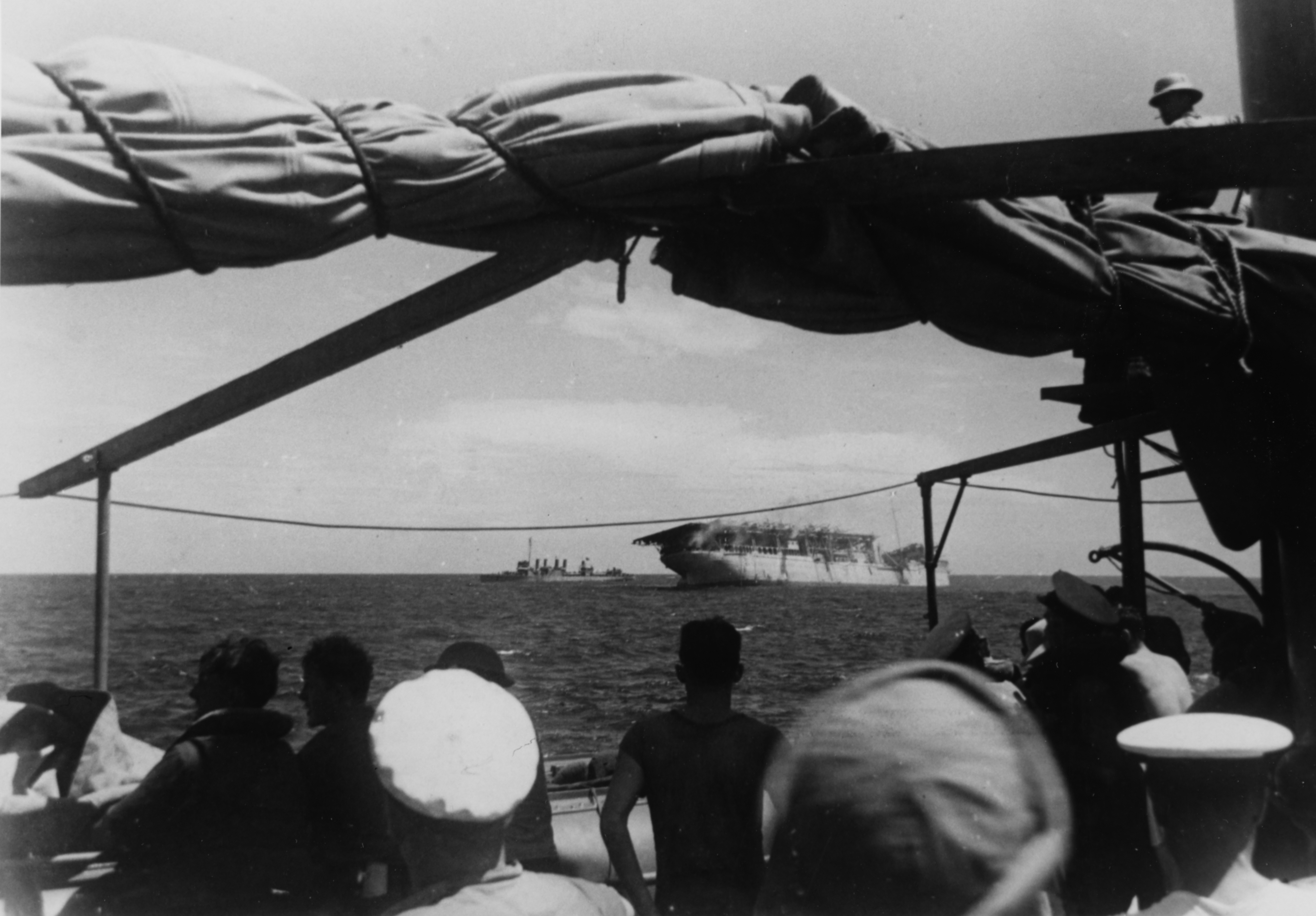
ラングレーの最後。1942年2月27日。

アメリカ海軍通算4番目の空母レンジャー（USS Ranger, CV-4）やヨークタウン級航空母艦の配備や建造がはじまると、原始的な航空艤装と低速のラングレーは空母としての役目を終えた。ラングレーはワシントン海軍軍縮条約で「空母試作艦艇」として条約制限外艦艇として扱われていたが、第二次ロンドン海軍軍縮会議の予備交渉でアメリカ側が作戦用空母として条約制限排水量内に含めることに同意したこと、および代艦として空母ワスプ (USS Wasp, CV-7) を第一次ヴィンソン計画枠内で建造することになり、空母からの転籍が決まった。
1936年（昭和11年）10月25日、ラングレーはカリフォルニア州のメア・アイランド海軍工廠でオーバーホール及び水上機母艦への改修が行われた。前部飛行甲板が撤去されて艦橋用上部構造物が増設され、飛行機発進能力を失った。100メートルほど残った後部飛行甲板は、飛行機の搭載に用いられた。
ラングレーは1937年（昭和12年）2月26日に改修が完了し、4月11日にAV-3（水上機母艦）へ艦種変更された。航空機偵察部隊に配属され、ワシントン州シアトル、アラスカ州シトカ、真珠湾、サンディエゴで作戦活動を行う。1939年（昭和14年）2月1日から7月10日まで大西洋艦隊での任務で展開し、その後太平洋艦隊に配属され9月24日マニラに到着。後にアメリカ合衆国アジア艦隊に配置換えとなり、水上機母艦チャイルズ (USS Childs，DD-241)、プレストン (USS William B. Preston，DD-344)、ヘロン(USS Heron，AM-10) と共に、飛行艇と水上機からなる飛行偵察部隊の支援活動に従事した。

### 太平洋戦争
1941年（昭和16年）12月7日（日本時間12月8日）の真珠湾攻撃により太平洋戦争が勃発したとき、ラングレーはルソン島のカヴィテに停泊していた。開戦初日、比島作戦によりルソン島マニラ周辺を攻撃した日本軍はB-17とその飛行場を集中的に襲ったので、マニラの連合軍艦船は特に被害を受けなかった。12月9日、第十一航空艦隊は飛行場攻撃とマニラ港内およびキャビテ軍港の艦艇を攻撃しようとしたが、濃霧のため出撃できなかった。
ラングレーはアジア艦隊旗艦の重巡洋艦ヒューストン (USS Houston, CA-30) 、軽巡洋艦ボイシ (USS Boise, CL-47) をはじめとする主だった艦艇と共にフィリピンを抜け出してジャワ島に向かった
ラングレーはボルネオ東部のバリクパパン、セレベス島マカッサル、ジャワ島スラバヤを経由してオーストラリアに向かい、1942年（昭和17年）1月初旬に同大陸ポートダーウィンに到着した。
しばらくオーストラリア空軍の対潜哨戒に協力する。その後、日本軍に対抗してオランダ領東インドでABDA司令部（アーチボルド・ウェーヴェル大将）の下に結成されたアメリカ、イギリス、オランダ、オーストラリア4ヵ国のABDA艦隊（トーマス・C・ハート大将）に配属された。
南方作戦にともなう蘭印作戦において日本軍の進撃は留まる事を知らず、やがてジャワ島に対しても空襲が行われるようになった。連合軍はホーカー ハリケーンやブリュスター バッファローで対抗したが、零式艦上戦闘機（日本海軍）や一式戦闘機（日本陸軍）の敵ではなかった。連合軍は更なる戦闘機を欲し、インドに輸送途中のカーチス P-40を引き抜くことにした。
ラングレーは元飛行甲板上に32機のカーチス P-40 を乗せ、33名のパイロットも乗艦した。貨物船シーウィッチ (MS Sea Witch) も、P-40戦闘機 27機を梱包状態で搭載した。2月12日、2隻はダーウィンを出発、フリーマントルに向かった。同地でセイロン島セイロン行きの MS-5 船団（護衛艦：軽巡フェニックス）に加わる。2月22日、フリーマントルを出撃した。翌23日、ジャワ島チラチャップ所在のコンラッド・ヘルフリッヒ中将は、P-40 を大至急チラチャップへ輸送するよう命じた。
軽巡フェニックス (USS Phoenix, CL-46) は船団護衛をつづけ、水上機母艦ラングレーと貨物船シーウィッチは護衛なしでジャワ島中部ジャワ州南岸部のチラチャップに向かった。だが、低速の貨物船は次第にラングレーから離されていった。
2月26日、第二空襲部隊（第二十三航空戦隊）の索敵機が、バリ島南方でフューリアスらしき特設航空母艦を発見した。
2月27日早朝、ラングレーはジャワ島から出迎えに来た駆逐艦ホイップル (USS Whipple，DD-217) および駆逐艦エドサル (USS Edsall, DD-219) と合流した。同日、バリ島265度368海里の地点で日本軍の索敵機がラングレーを発見した。バリ島に進出していた高雄航空隊の一式陸上攻撃機17機が攻撃に向かった。魚雷や対艦用爆弾が到着していなかったため、陸攻は陸用の250kg爆弾と60kg爆弾を搭載していた。台南空所属の零戦は、九八式陸上偵察機に誘導されて先発した。
ラングレーを護衛する戦闘機はなく、高角砲4門と40mm機関砲16門で一式陸攻を迎え撃った。陸攻第二中隊（楠畑中隊）8機が高度5000ｍから投弾したが、命中しなかった。続いて第一中隊（攻撃隊指揮官足立次郎大尉、足立中隊）が二度投弾をやりなおし、三度目で投弾した。
11時54分からの爆撃で、ラングレーは5発の命中弾（250kg爆弾2発、60kg爆弾3発）と3発の至近弾を受けた。命中箇所は前部、左舷側のstack sponson、艦尾付近の飛行甲板およびエレベーター付近の飛行甲板左舷側に2発であった。
瞬発信管のついた陸用爆弾の炸裂により、飛行甲板に並べていたP-40が炎上した。艦尾への被弾では、舵が面舵の状態で動かなくなった。最後に零戦 6機から機銃掃射を受けた。ラングレーは左舷側に傾斜し、浸水のため機関は停止して航行不能となった。随伴していたエドサルかホイップルのどちらかが「ラングレー敵爆撃機の爆撃を受けつつあり」と暗号を組まず平文で送信したため、この通信を傍受した高雄航空隊は敵戦闘機を警戒して去っていった。
高雄航空隊の攻撃が終わったあと、ラングレーは航行不能になっていた。駆逐艦によって曳航するとしても、チラチャップ港入り口の浅い水路を通過するためには浸水により沈みすぎていた。火災の拡大は食い止められたものの、浸水は止められなかった。転覆の恐れがあり、いつまた日本軍が現れるとも知れなかったため13時32分に至って艦の放棄が命じられ、13時58分までにラングレー乗員は随伴艦2隻に収容された。陸軍航空軍の人員も含めて乗艦していた484名のうち死者は7名、行方不明者は5名であった（16名が失われたとするものや、死者6名、行方不明者5名とするものもある）。ラングレー乗組員のうち177名がエドサルに、308名がホイップルに救助された。
14時28分、ラングレーを処分するためホイップルは4インチ砲弾9発を撃ち込んだが効果は無かった。ホイップルは14時32分に右舷艦尾付近に魚雷1本を撃ち込み、14時45分には左舷側にもう1本魚雷を打撃ち込んだ。これにより、ラングレーでは大規模な火災が発生したものの、まだ沈まなかった。しかし、日本軍が再び現れる恐れがあることから、駆逐艦2隻はラングレーを残してその場を離れた。同時夕方、オランダのPBY飛行艇が「ラングレーが沈没した」と報告している。
救助されたラングレーの乗員は、駆逐艦から給油艦ペコス (USS Pecos, AO–6) に移動することになった。
オーストラリアを出発した艦隊型給油艦のペコスは、インド洋へ向かう途中だった。ペコスと駆逐艦2隻はクリスマス島に集結する。3月1日、洋上でラングレーの生存者の移乗が行われた。ところが同方面の連合軍艦艇は、ジャワ島南方で行動中の南雲機動部隊に捕捉される。ペコスは第一航空戦隊（赤城、加賀）および空母蒼龍より飛来した九九式艦上爆撃機に撃沈され、ラングレー乗組員も多数死亡した。ホイップルは、ペコスとラングレーの生存者をオーストラリアへ送り届けた。
3月31日のクリスマス島攻略作戦において、クリスマス島に取り残されていたラングレー運用長が捕虜となり、軽巡洋艦名取で連行されている。

### 大本営発表
ラングレーを攻撃して致命傷を与えた高雄航空隊では、攻撃隊指揮官が「ラングレーを撃沈した」と報告した。しかし参謀はこの報告を採用せず、「空母一隻撃破」という評価に留めた。またラングレー被爆を伝える電文を傍受していた日本軍は、沈んだのがラングレーであると推測した。またクリスマス島攻略作戦で捕虜にしたラングレー乗組員から、同艦の行動を知った。
ここで問題が生じた。日本軍は大本営発表で、幾度か「ラングレーを撃沈した」と報道していた。最初は1941年（昭和16年）12月8日、開戦劈頭のフィリピン攻略戦で「ダバオ湾でラングレーを撃沈した。」と発表した。
1942年（昭和17年）1月8日、大本営は「わが軍の潜水艦（伊25）が太平洋のジョンストン島近海でラングレーを撃沈した」と報じた。
日本海軍は伊25が撃沈した艦艇がラングレーでないことに気付いていたが、結局、大本営発表では、「特設航空母艦を大破炎上」と報じた。
4月3日、アメリカ海軍省はラングレーの沈没を公表した。

### 注
1. ↑  ［ラングレーの性能］ラングレーは一萬二千五十噸 長さ百五十八米、幅二十米、備砲十二.七糎砲四門、一九一三年に出來上つた給炭艦で初めジュピターといひましたが一九二二年改装して水上機母艦となつたものでアジア艦隊に属し大東亞戰爭開戰直後ミンダナオ島のダヴァオ沖で我が海鷲に爆撃され猛攻にたまりかねて逃れようとしたところをトドメを刺されたのです[9]。
2. ↑  (二)列國の代表的航空母艦　米國航空母艦ラングレー[11]　ラングレーは給炭船ジュピターを改造したもので、此のジュピターは大正元年に進水し、大正九年から十年の間に航空母艦として改造されたものであるが、此の艦は全長五百四十二呎、幅六十五呎、平均吃水二十八呎、排水量一九,三六〇噸で、機關はタルビン電氣推進の二個推進器であり、試運轉速力十五節である。／此の艦給炭船時代の船艙は、今や悉く飛行機の最大搭載容積を與ふる如く變更されたのであつて、追撃用一人乗飛行機十二臺、弾着觀測用二人乗飛行機十二臺、魚雷落下用飛行機四臺と魚雷用水上飛行機六臺とを搭載するものと信ぜられ居る。／附図は航空母艦ラングレーの飛行甲板を上空から撮影したものであるが、圖に於て見るが如く必要具を除くの外一の障碍物なき平々坦々たる甲板で、此の要具といふのは歸着した飛行機を引掛け、最短時間で之を停止せしめる爲、甲板に装着してあるマントレットのことである。又甲板の両側に沿うて網棚を設けたのが見えるが、此處は作業に從事する乗員が飛行機發着の際、退避するを得る爲に設けたものである。
3. ↑  米國は大戰後給炭船ジュピターを改造して航空母艦ラングレーとして、實驗中であつたが、華府會議後巡洋戰艦サラトガ及レキシントンの二隻を航空母艦に改造し、昭和二年の夏完成した。ラングレーは、排水量一万二千七百噸、速力十五節で小型飛行機四十八機を搭載して居る。(以下略)[14]
4. ↑  ○ラングレー(寫眞左)航空母艦で排水量は一萬一千五百トン、速力十五ノットで大型飛行艇母艦として使用されてゐた[17]。
5. ↑  (ｲ)[22]　本船ハ米國カリホルニヤ州メヤーアイランド海軍造船所ニテ建造シ一九一二年八月二十四日ノ進水ニ係リ其ノ要目ノ概要左ノ如シ／長 五四二呎｜幅 六五呎｜載貨吃水(平均) 二七呎八吋｜排水量 二〇,〇〇〇噸(概略ヲ云ヒシナラン軍令部常報ニヨレハ一九三六〇噸)｜最大載炭量 一二,〇〇〇噸(〃　一〇四五七噸)／最大重油搭載量 二,〇〇〇噸(〃 二九三二噸)／最大速力 一四節(全力公試ノ結果一五節ヲ得タリ)／経濟速力 一〇節／乗員 准士官以上一六人 下士卒三〇〇人
6. ↑  第一次世界大戦時の日本は連合国である。ジブラルタルに寄港中の日本艦隊は、装甲巡洋艦「日進」[25]、駆逐艦4隻（桂、楓、柏、樫）であった[26][27]。
7. ↑  ○米空母の造艦史[16]　空母の元祖は一般にイギリスと解されてゐる。これは一九一七年に英海軍が大型巡洋艦を改造して初めて航空母艦フユーリアスを建造した事實に基くものであるが、むしろ空母の着想に先鞭をつけたのは米海軍であつた。即ち、英海軍が一九一一年一一月戰艦アフリカに航空甲板を造つて試驗飛行を行つたのに先立ち、米海軍はその一年前の一九一〇年一一月に巡洋艦バーミンガムの甲板を改造して實驗を試みた結果、發艦に成功、翌一一年一月には着艦にも成功してゐる。／第一次大戰後の一九二〇年には給炭艦ジユピターを改造して、戰闘機、雷撃機、水上機等合計卅三機搭載の空母ラングレーを仕立てたが、同艦は一九三七年以來大型水上機母艦として使用されるに至り(搭載機廿四)、大東亞戰前にはアジア艦隊に所属、開戰後の一九四二年二月、ジヨンストン西方海上でわが潜水艦の餌食となつた。
　その後、ワシントン會議の結果廢棄すべき巡洋戰艦を改造して作つたのが、レキシントン、サラトガの二大空母であつた。この兩艦も大東亞開戰後レキシントンは一九四二年一月十二日ハワイ西方六〇〇浬の海上で、サラトガは珊瑚海々戰においてヨークタウンと共に帝國海軍の手で撃沈されたが、その性能は排水量三三,〇〇〇トン、電氣推進機速度卅四ノット、搭載機平時八〇、戰時一三五等最新科學の粹を集め、米の對日進攻作戰における大きなホープであつた。(中略)その後、一九三一年にはレーンジヤーが起工され、次いで一九三四年には條約量一杯の建艦を目指す第一次ヴィンソン案に基きエンタープライズ、ヨークタウンの二隻が起工された。即ち、この兩艦に既存のサラトガ、レキシントン、ラングレー、レーンジヤを加え條約量の十三萬五千トンに近い十三萬二千〇〇トンの空母陣が形成されることとなつた。
　然るに、支那事變勃發に對するアメリカの緊急措置として、條約量二割増加を企圖した第二次ヴインソン案により、空母陣は更に二隻四萬トンを加へることとなり、ホーネット、エセックスの兩艦が起工された。これより先ラングレーの代艦として一九三六年にワスプが起工され、三九年十二月に就役してゐる。／次いで一九四〇年に至り東亞情勢の緊迫に備へて空母陣の増強を主とする第三次ヴィンソン案が計畫され、ボンホーム・リチャード、イントレピット、キャセージの三隻が起工されることとなつた。(以下略)
8. ↑  イギリス海軍はアルミランテ・ラトーレ級戦艦を改造して空母イーグルを建造した[39]（1918年6月進水、1920年4月竣工）[40]。日本海軍は空母鳳翔を建造した[41]（1920年起工、1922年12月竣工）[40]。
9. ↑  『世界の艦船』は、煙突が起倒式となった1925年に改められたとしている[1]。
10. ↑  (3)米國[59]　米國ノ航空母艦ヘノ第一歩ハ一九二一年海軍給炭船「レンヂヤー」(註、ラングレー)ノ航空母艦ヘノ改造方ヲ命ゼラレタルニ始マル最近完成セル一四,五〇〇噸型「レンヂヤー」ハ最初FLUSE DECK TYPEナリシガ其ノ後計畫變更サレISLAND TYPEトナリタリ「ヨークタウン」級ハ恐ラクISLND TYPEナルベシ
11. ↑  〔米國〕航空母艦ラングレー[61]　全長542呎 幅65呎 吃水19呎　排水量12,700噸　速力15節　備砲5吋-4門　搭載飛行機34臺　飛行機用爆彈275個 魚雷2個を搭載す　本艦は舊給炭艦ジュピターを改造したものである　(飛行甲板中央のエレベーターを下げた状態のラングレー写真掲載)
12. ↑  『世界空母物語』73頁「第3表　英米空母要目表」ラングレーの要目では「艦戦12、偵察12、艦攻9、補用機不明」とする[64]。『歴史群像、アメリカの空母』188頁では「艦戦12、観測機12、艦攻4」とする[4]。『世界の艦船』は33機とする[1]。
13. ↑  日本軍はラングレーがミンダナオ島ダバオにいると判断していたので、第四航空戦隊の軽空母「龍驤」でラングレーを攻撃するつもりだった[76]。だが開戦直前にミンダナオ島近海の偵察を実施した結果、艦船や飛行機を発見しなかった[77]。小型飛行艇母艦のチャイルズかプレストンが停泊しているとの情報を得ている[78]。
14. ↑  〔 三日一九〇〇16S司令官｜三日一九五五 2KF参謀長 大海参第三部長 (2F参謀長 GF参謀長)[82]　16S機密第四四番電「クリスマス」島ヨリ連行セル俘虜(「ラングレー」運用長)ノ言ニ依レバ　一.「ラングレー」ハ二月二十二日「フリマントル」發Whipple及Edsallの護衛駆逐艦ヲ伴ヒ戰斗機三十二台搭載「チラチヤツプ」ニ輸送回航ノ途中「チラチヤツプ」ノ南方八十浬ニ於テ二月二十七日九機及七機編隊ノ爆撃ヲ受ケ數彈命中火災浸水シ人命ヲ護衛艦ニ救助セル後護衛艦ノ雷撃ニ依リ沈没セリ
二.二月二十八日クリスマス島ニテ本人ハ護衛艦ノ救助人員處理打合ノ爲特務艦ニ派遣ノ途中三機編隊ノ爆撃機来襲シ護衛艦及特務艦至急出港シ本人ハ取残サレタリ／三.「ラングレー」行動概要(着發)十二月八日「マニラ」發 バリックパパン(十五日 十八日) マカツサル(二十一日 二十四日) スラバヤ(二十六日 三十一日) ポートダーウイン(一月四日 二月十一日) フリマントル二月十九日着 〕
15. ↑  ABDA司令部隷下のABDA海軍部隊 (ABDAFLOAT) 指揮官。1945年9月2日の降伏文書調印式におけるオランダ代表。
16. ↑  本来ならば2月28日にココス諸島付近でイギリス軽巡エンタープライズ (HMS Enterprise，D52) が船団に合流して護衛を引き継ぎ、フェニックスがラングレーとシーウィッチの護衛艦となる計画だった[86]。
17. ↑  ラングレーに置いてきぼりにされたシーウィッチは、2月28日チラチャップに入港した[87]。だがスラバヤ沖海戦とバタビア沖海戦に敗れていた連合国軍は大混乱に陥っており、せっかく輸送したP-40もジャワ島攻防戦で活用されなかった[87]。
18. ↑  (昭和17年2月28日記事)[88]〔 ○第二空〔襲〕部隊(二六-二二三〇)一二五五バリ島160°～250°間400′索敵。空母(「龍驤」型？)「フューリアス」又ハ特空母ヲ発見セル外、敵ヲ見ズ。〕
19. ↑  『戦史叢書第26巻　蘭印・ベンガル湾方面海軍進攻作戦』476ページでは陸攻16機とする[91]。
20. ↑  〔ワシントン四日INS〕[106]　米國飛行機母艦ラングレー號(一萬一千五百トン)、驅逐艦ピーリー號、海軍油槽船ピーコス號の三隻が撃沈されたとの發表が四日行はれ、米國海軍は海軍史上最大の試練に勇敢に直面しつつありとの更に峻嚴な証據を全國に與へた、飛行機母艦ラングレー號は二月二十七日に高高度飛行中の日本爆撃機編隊の攻撃を受けたが、實際には"我方の物資が敵の手に渡らざるよう"護衛の驅逐艦がその沈没を早めたのであつた、油槽船ピーコス號はラングレー號の生存者を載せて豪洲の港に急行せんとして、四十八時間後日本機編隊の四時間にわたる急降下爆撃を蒙つて撃沈された、ピーコス號の兵科將校マクビーク少佐は艦上の搭載砲を驅使し、海中を泳いでゐる生存者に機銃掃射を加へんとした最後の日本爆撃機を撃退し、同艦が水中に没するときマクビータ少佐はなほも發砲を續けてゐた、驅逐艦ピーリー號は北濠洲ポート・ダーウインの港内で撃沈された、なほラングレー、ピーコス兩號は"ジャヴァ南方の水域"で撃沈されたのであつた（記事おわり）
21. ↑  (昭和17年4月4日記事)[113]〔 [上欄］○クリスマス島ニ「ラングレー」運用長アリ、俘虜トス。「ラングレー」ハ開戦後南下シ「マカッサル」「バタビア」等ヲ経テ「パース」ニ至リ、再ビ北上中ヲ二月二十七日ジャバ南方海面ニテ陸上攻撃機九機ノ攻撃ヲ受ケ、乗員駆逐艦二隻ニ避退、駆逐艦ノ雷撃ニテ沈メ「クリスマス」島ニ避難セルヲ、再ビ空襲セラレ至急出港シテ、運用長ノミハ取残サレタリ。〕
22. ↑  (昭和17年2月28日記事)[100]〔 ○傍受　米艦ガ『「ラングレー」ガ十六機ノ敵機ニヨリ爆撃ヲ受ケツヽアリ』ト平文ヲ打ツ。「ラングレー」ハ先キニ「マーシャル」東方デ沈メタコトニナツテヰル。「ジャバ」南方海面ダカラ今度ノ方ガホントラシイ。〕
23. ↑  大東亞戰爭日誌　昭和十六年十二月八日[116]（中略）●ダバオ灣に於て米水上機母艦ラングレー號(一一,〇五〇トン)撃沈。(以下略)
24. ↑  【大本營發表】(一月十四日午後三時)帝國潜水艦は十二日夕刻ハワイ西方洋上において米國太平洋艦隊所属航空母艦「レキシントン」型一隻(三萬三千トン)を雷撃、魚雷二本命中を確認したるところ、敵驅逐艦の制壓をうけ潜没せるため該航空母艦の沈没を確認するに至らざりしも、潜没中二回にわたる大爆發を聴音せるをもつて同艦は沈没せること確實なるものと認む(註)潜没とは潜水艦の必要に應じ急速に潜望鏡もろとも潜航する動作をいふ。【大本營發表】(一月九日午後六時)(一)帝國海軍潜水艦は一月八日ジョンストン島西南部洋上において米國軍艦ラングレーを撃沈せり　(二)一月七日早朝伊豆半島沖に於て第一雲海丸は敵潜水艦の魚雷攻撃を受け船體に損傷を被りたるも同船乗員は全部無事なり【寫眞上は太平洋上に活躍する殊勲のわが潜水艦】[17]。
25. ↑  さきに(二月)十八日、わが海軍航空部隊は、スラバヤの大空襲に於て、米英蘭聯合空軍の大半を撃滅したが、その後引きつゞき二十五日まで、蘭印全土とニューギニア島所在の残存航空兵力の撃滅を期し、敵機計九十九機を撃墜破した。二十七日スラバヤ沖海戰に先ち、わが海軍航空部隊はバリ島附近の海上に於て、敵特設航空母艦を攻撃し、之に命中彈六を浴びせて大火災を生ぜしめ、同艦艦上に待機の敵機約三十及び格納庫搭載中の飛行機全部を、爆破炎上せしめ、又警戒中の敵大型飛行艇二機を撃墜した[124]。
26. ↑  米海軍、ラングレー撃沈自認[126]　リスボン【四・三】ワシントン來電によれば米海軍省は二月下旬及び三月上旬西南太平洋に於て米水上機母艦ラングレー號(一一、〇五〇噸)驅逐艦ペリ號(一、一九〇噸)及び海軍油槽船一隻が撃沈された旨三日發表した。（記事おわり）